# 林诒勋
林诒勋（1937年—），男，广东台山人，中国数学家，曾任郑州大学教授、博士生导师，中国数学会理事，中国运筹学会常务理事。